# سيكلو كروس
سيكلو كروس هو نوع من أنواع سباقات الدراجات تقام السباقات عادةً في فصلي الخريف والشتاء وتتكون من عدة لفات من مسار قصير (2.5-3.5 كم أو 1.5-2 ميل) يضم رصيف، ممرات مشجرة، العشب، تلال شديدة الانحدار والعقبات التي تتطلب من الدراج النزول بسرعة وحمل الدراجة أثناء التنقل في العائق وإعادة الصعود.